# Valentin Paret-Peintre
Valentin Paret-Peintre (ur. 14 stycznia 2001 w Annemasse) – francuski kolarz szosowy. 
Jego starszy brat Aurelien również jest profesjonalnym kolarzem.

## Osiągnięcia
Opracowano na podstawie:

2024
- 1. miejsce na 10. etapie Giro d’Italia

2025
- 2. miejsce w Tour of Oman
  - 1. miejsce w klasyfikacji punktowej i młodzieżowej
  - 1. miejsce na 5. etapie
- 1. miejsce na 16. etapie Tour de France

## Rankingi
| Rok             | 2020  | 2021  | 2022  | 2023 | 2024 |
| --------------- | ----- | ----- | ----- | ---- | ---- |
| World Ranking   | 1418. | 1175. | 2288. | 474. | 139. |
| UCI Europe Tour | 1066. | 866.  | 1436. | -    | 112. |
|                 |       |       |       |      |      |
| Źródło: UCI     |       |       |       |      |      |